# Johann Gottlieb Buhle
Johann Gottlieb Buhle (1763-1821) fue un académico y filósofo Alemán, nacido en Brunswick y educado en Gotinga. Se hizo profesor de filosofía en Gotinga, Moscú (en 1840), y Brunswick. De sus numerosas publicaciones, las más importante son Handbuch der Geschichte der Philosophie (8 vol., 1796-1804), y Geschichte der neueren Philosophie (6 vol., 1800-1805). Este último, elaborado y bien escrito, carece de un punto de vista crítico y de proporción; existen traducciones al francés y al italiano. Editó Aratus (2 vol., 1793, 1801) y parte de Aristóteles (Edición Bipontine, vol. I-V, 1791-1804).